# Johann Heinrich Schmelzer
Johann Heinrich Schmelzer (c.1620-1623 - Giữa 29 tháng 2 và 20 tháng 3 năm 1680) là một nhà soạn nhạc và nghệ sĩ violin thời kỳ Baroque ở Áo. Hầu như không được biết về những năm đầu của ông, nhưng ông dường như đã đến Vienna trong năm 1630, và là nhạc sĩ tại triều đình Habsburg cho đến cuối đời. Schmelzer là một trong những nghệ sĩ violin quan trọng nhất của thời kỳ này, ảnh hưởng lớn đến các nhà soạn nhạc cho violin về sau tại Đức và Áo. Ông đã đóng góp đáng kể vào sự phát triển của kỹ thuật violin và thúc đẩy việc sử dụng và phát triển các hình thức sonata và tổ khúc tại Áo và miền Nam nước Đức. Ông là nhà soạn nhạc người Áo hàng đầu và danh tiếng cao ở thế hệ của ông và ảnh hưởng đến Heinrich Ignaz Biber.

## Tiểu sử
Schmelzer đã được sinh ra tại Scheibbs, Áo. Schmelzer đã chính thức được bổ nhiệm làm nghệ sĩ violin cung đình bậc thầy năm 1649. Schmelzer bắt đầu xuất bản âm nhạc của mình năm 1659. Ngày 14 Tháng Sáu năm 1673, sau khi các nhà soạn nhạc đã kiến nghị cho sự cao thượng của ông, hoàng đế nâng Schmelzer lên hàng ngũ của giới quý tộc. Khoảng đầu năm 1980, ông bị bệnh dịch hạch và chết ở Prague, nơi triều đình Vienna di chuyển trong một nỗ lực để tránh dịch bệnh.

## Tác phẩm
- Lamento sopra la morte di Ferdinando III, 1657
- Duodena selactarum sonatarum, 1659
- Sacroprofanus Concentus, 1662
- Sonatae unarum fidium seu a violino solo, 1664
- Die musikalische Fechtschul, 1668
- 150 tổ khúc, thanh nhạc, và Âm nhạc Kitô giáo